# Helen Merrill
Helen Merrill (* 21. Juli 1929 in New York City als Jelena Ana Milčetić) ist eine US-amerikanische Jazzsängerin.

## Leben und Wirken
Helen Merrill wurde 1930 in New York als Kind kroatischer Einwanderer geboren. Mit vierzehn Jahren begann sie in den Jazz-Clubs der Bronx wie dem 845 Club zu singen und ging 1946/1947 mit Reggie Childs auf Tournee. Während ihrer Ehe mit Aaron Sachs trat sie nicht auf. 1952 ging sie mit Earl Hines auf Tournee. Im selben Jahr erschien ihre erste Single A Cigarette For Company. 1954 folgte ihre erste und bis heute beliebteste LP Helen Merrill, zusammen mit Clifford Brown und Oscar Pettiford auf dem Label EmArcy, die von Quincy Jones produziert wurde. In diesen ersten Jahren ihrer Karriere arbeitete sie mit Earl Hines, Charles Mingus, Thad Jones, Charlie Byrd, Marian McPartland, Al Haig, Jim Hall, Elvin Jones, Ron Carter, Bill Evans und Stan Getz.
1956 folgte dann die LP Dream Of You mit Gil Evans (arr, cond), Hank Jones (p), Barry Galbraith (g), Oscar Pettiford (b), Joe Morello (d) (plus Horn- und String-Sektion); 1987 nahm sie dieses Album noch einmal mit Gil Evans unter dem Titel Collaboration auf.
In den 1950er- bis 1970er-Jahren hatte sie unter Musikern den Spitznamen „the Sigh of New York“ (der Seufzer von N.Y.); sie sang mit den meisten namhaften Bands dieser Zeit. Helen Merrill lebte auch einige Jahre in Europa, wo sie Alben in Italien, Frankreich und Norwegen einspielte. 1963 tourte sie mit George Gruntz in Japan (Helen Merrill in Tokyo), wo sie auch eine Weile lebte. 1972 ließ sie sich in New York nieder; seit den 1970er-Jahren arbeitete sie bei ihren Alben meist mit ihrem Ehemann, dem Pianisten und Arrangeur Torrie Zito, zusammen, so 1980 beim Bossa-Nova-Album Casa Forte oder 1994 bei ihrer Clifford-Brown-Hommage Brownie und ihrem Album Carousel (1996) mit Songs des finnischen Komponisten Heikki Sarmanto. Sie nahm aber auch mit John Lewis, Stéphane Grappelli/Steve Lacy/Gordon Beck (1986) und Wayne Shorter (1992) auf. 2000 erschien die CD Jelena Ana Milčetić AKA Helen Merrill. Das vorerst letzte Album ihrer langen Diskographie ist Lilac Wine (2004).